# Supachok Sarachat
Supachok Sarachat (Thai: สุภโชค สารชาติ; * 22. Mai 1998 in Sisaket), auch als Cheque (Thai: เช็ค) bekannt, ist ein thailändischer Fußballspieler.

## Karriere

### Verein
Supachok Sarachat erlernte das Fußballspielen in der Jugendmannschaft von Buriram United, wo er 2015 auch seinen ersten Vertrag unterschrieb. Der Verein aus Buriram spielte in der ersten Liga des Landes, der Thai Premier League. Das erste Jahr wurde er zum Drittligisten Surin City FC nach Surin ausgeliehen. 2016 kehrte er zur Buriram zurück und gewann dort bisher zehn nationale Titel. Am 11. Juli 2022 wurde er bis zum Jahresende nach Japan an den Erstligisten Hokkaido Consadole Sapporo ausgeliehen. Dort gab der Stürmer knapp einen Monat später sein Ligadebüt bei einem 5:1-Auswärtserfolg gegen Shonan Bellmare, als er in der 68. Minute für Kazuki Fukai eingewechselt wurde und den letzten Treffer vorbereitete. Für Sapporo bestritt er sieben Erstligaspiele. Nach der Ausleihe wurde er von Hokkaido im Januar 2023 fest unter Vertrag genommen. Am Ende der Saison 2024 belegte er mit Hokkaido den 19. Tabellenplatz und musste somit in die zweite Liga absteigen.

### Nationalmannschaft
Von 2015 bis 2020 absolvierte der Stürmer insgesamt 20 Partien für diverse thailändische Juniorenauswahlen und erzielte dabei fünf Treffer. Seit 2017 spielte er auch für dessen A-Nationalmannschaft und gewann mit ihr vier Jahre später die Südostasienmeisterschaft.

## Erfolge

### Verein
Buriram United
- Thailändischer Meister: 2015, 2017, 2018, 2021/22
- Thailändischer Pokalsieger: 2015, 2021/2022
- Thailändischer Ligapokalsieger: 2015, 2016, 2021/22
- Thailändischer Superpokalsieger: 2019
- Mekong Club Championship-Sieger: 2015, 2016
- Toyota-Premier-Cup-Sieger: 2016

### Nationalmannschaft
Thailand
- Südostasienmeisterschaft: 2021

## Auszeichnungen
- FA Thailand Award

Nachwuchsspieler des Jahres: 2017
Fußballer des Jahres: 2024

## Sonstiges
Supachok Saracha ist der Bruder von Suphanat Mueanta (* 2002) und Chotika Mueanta (* 2006). Beide stehen aktuell bei Buriram United unter Vertrag.